# Saint-Laurent-de-Muret
Saint-Laurent-de-Muret là một xã ở tỉnh Lozère trong vùng Occitanie, phía nam nước Pháp.